# Isabel Freire de Andrade
Isabel Freire de Andrade (Beja, c. 1507 – Toro, c. 1536), dama portuguesa a quien se le atribuía ser la pastora "Elisaa" de los poemas de Garcilaso de la Vega.
Hija de Bernardim de Almeida y de Guimar Freire de Andrade, por parte paterna pertenecía a los condes de Abrantes, descendientes de la Casa Real portuguesa, aunque algún autor recoge un antiguo testimonio que la hacía familiar de los duques de Braganza.
Fue una de las damas que, en 1526, acompañó a Isabel de Portugal a Castilla, para la boda de esta con Carlos I. Hallándose la Corte en Toledo, entre octubre de 1528 y marzo de 1529, contrajo matrimonio con D. Antonio de Fonseca, regidor de Toro, futuro señor de Villanueva de Cañedo y heredero del mayorazgo fundado por su abuelo Alonso de Fonseca, obispo de Ávila, Cuenca y Osma.
El matrimonio Fonseca Freyre se estableció en Toro, ciudad donde Antonio de Fonseca, conocido como el Gordo, formaba parte de las elites del poder local. Isabel dio a luz, al menos, a tres hijos: Alonso de Fonseca, que casará con Juana Enríquez, de quienes descienden los titulares del condado de Villanueva de Cañedo; Catalina de Fonseca, que matrimonió con Pedro Enríquez; y Guiomar de Fonseca, monja en el monasterio de Sancti Spiritus, de Toro.
Lo más probable es que Isabel Freire muriera en un cuarto o quinto parto, o como consecuencia de él, y fue enterrada en la capilla familiar de los Fonseca en el toresano monasterio de San Ildefonso, en un año comprendido entre 1534 y 1537.

## Mítico amor de Garcilaso
Considerada por la crítica literaria tradicional como la pastora "Elisa" de los versos garcilasianos, el amor que por ella sintió el poeta toledano no se ha podido demostrar, sino más bien ha sido producto de atribuir a Garcilaso lo que en un principio sólo se decía de Boscán. Y así se creó uno de los grandes mitos de la Literatura Española.
Tras diversas investigaciones y basándose, entre otros argumentos, en los versos finales de la égloga Nemoroso del poeta portugués Francisco Sá de Miranda, donde este lírico identifica a Garcilaso de la Vega con el pastor "Nemoroso" y a "Elisa" con una dama de la familia Sá, la profesora D.ª M.ª del Carmen Vaquero Serrano sostiene  que la pastora Elisa de las églogas  I y III de Garcilaso es D.ª Beatriz de Sá, segunda mujer de Pedro Laso de la Vega, hermano del poeta. Los versos de Sá de Miranda dicen:
Al muy antiguo aprisco
de los Lasos de Vega
por suerte el de los Sâs viste juntado.
Si cae el mal pedrisco
abrigando se allega
y canta ende el pastor, huelga el ganado.
Elisa, el tu cuidado,
que acá tanto plañiste
por muerte (ay suerte) falta,
plañiéndola en voz alta,
¿quién no plañió después do la subiste?